# 東京衛生学園専門学校
東京衛生学園専門学校（とうきょうえいせいがくえんせんもんがっこう、英: TOKYO EISEI GAKUEN COLLEGE）は、東京都大田区にある私立の医療系専門学校。設置母体は学校法人衛生学園。

## 沿革
- 1953年 - 東京衛生学園開設。准看護婦科、マッサージ師科開設。
- 1967年 - 高等看護科、はりきゅうマッサージ師科開設。
- 1973年 - 設置母体が学校法人後藤学園となる。
- 1977年 - 専修学校となる。
- 1979年 - リハビリテーション学科開設。
- 1992年 - 東洋医療臨床教育専攻科、リハビリテーション学科（2部）開設。
- 1999年 - 看護学科（2年課程）開設。
- 2006年 - 看護学科（2年課程・通信制）、東洋医療総合学科（2部）開設。
- 2014年 - グループ内の神奈川衛生専門学校で看護学科（3年・全日制）開設。
- 2018年6月 - 臨床教育専攻科の2019年度以降の学生募集停止[1]。
- 2020年1月 - 看護学科（2年課程）の2021年度以降の学生募集停止[2]。
- 2020年4月 - 事業提携に伴い、設置母体の学校法人名が「衛生学園」となる[3]。
- 2022年 - 看護学科（3年課程）開設。

## 学科
- リハビリテーション学科
  - 1部（昼間3年）
- 看護学科
  - 2年課程（通信制。准看護師として通算7年以上従事した者が対象）
  - 3年課程（昼間3年）
- 東洋医療総合学科
  - 1部（昼間3年）
  - 2部（夜間3年）

## 取得できる資格
- リハビリテーション学科
  - 理学療法士国家試験受験資格
- 看護学科
  - 看護師国家試験受験資格
- 東洋医療総合学科
  - あん摩マッサージ指圧師・はり師・きゅう師 国家試験受験資格

## 付属施設
- はりきゅうマッサージ治療室
- マッサージ治療室
- 臨床実習施設

## 交通
- 最寄り駅

JR京浜東北線 大森駅より徒歩5分
京浜急行線 大森海岸駅より徒歩15分

## 系列校
- 神奈川衛生学園専門学校

## 主な卒業生
- 山口和之（政治家）
- 加藤勝行  (理学療法士)